# تشارلز غاري أليسون
تشارلز غاري أليسون (بالإنجليزية: Charles Gary Allison)‏ هو كاتب سيناريو ومنتج أفلام أمريكي، ولد في 1938، وتوفي في 13 مايو 2008.

## وصلات خارجية
- تشارلز غاري أليسون على موقع IMDb (الإنجليزية)
- تشارلز غاري أليسون على موقع أول موفي (الإنجليزية)
- تشارلز غاري أليسون على موقع قاعدة بيانات الفيلم (الإنجليزية)
- تشارلز غاري أليسون على موقع كينوبويسك (الروسية)